# Volkswagen Polo I
La Volkswagen Polo I è un'autovettura prodotta dalla casa automobilistica tedesca Volkswagen dal 1975 al 1981.

## Profilo e contesto
La prima serie della Polo esordì in Germania nel 1975 e si caratterizzava per la carrozzeria a tre porte a due volumi, che era circa 50 cm più corta del Maggiolino. Pur consistendo semplicemente in una versione con marchio differente della Audi 50 (vettura disegnata da Claus Luthe) presentata l'anno precedente, riscosse subito un buon successo di vendite. Per la linea da coupé molto slanciata e per i motori abbastanza vivaci, risultò amata dal pubblico giovanile. Sulla stessa meccanica ne venne successivamente presentata una versione berlina a tre volumi, la Volkswagen Derby. La vendita avvenne congiuntamente tra i due modelli Volkswagen e Audi fino al 1978, quando la Audi 50 venne ritirata dal listino in favore della Polo, dopo aver raggiunto una produzione di circa 180.000 unità.
Le motorizzazioni previste avevano cilindrata tra i 895 e i 1272 cm³ a seconda delle versioni, dalla più semplice N per passare alla più accessoriata LS e alla sportiva GT.

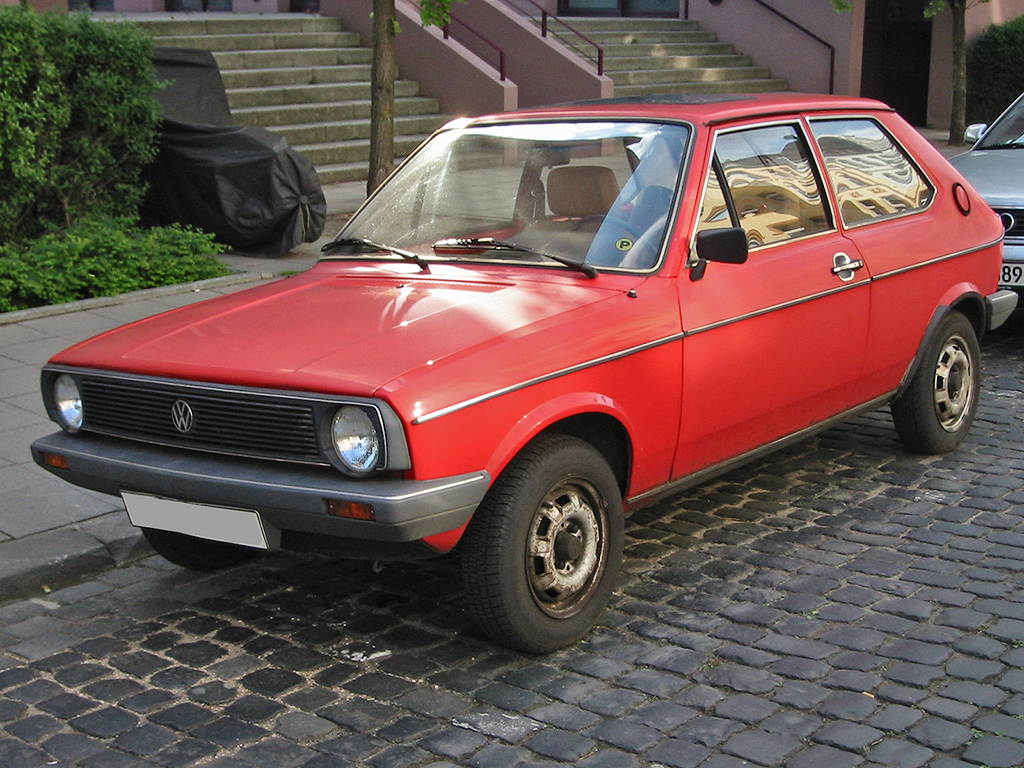
VW Polo I serie restyling

## Restyling 1979
La prima versione rimase invariata sino al 1979, quando ci fu un restyling: sia la Polo sia la Derby furono equipaggiate con paraurti in plastica di maggiori dimensioni, una nuova mascherina e un cruscotto di tipo più moderno, ispirato alla Golf. I fari anteriori della Derby da rotondi divennero rettangolari e il modello si accostò nella linea alla berlina Jetta, versione a 3 volumi della Golf con modifiche al frontale.
Nel 1981 terminò la produzione della prima serie, di cui erano stati prodotti circa 500.000 esemplari.

## Motorizzazioni
| Modello | Disponibilità        | Motore  | Cilindrata (cm³) | Potenza       | Coppia max (Nm) | Emissioni CO2 (g/km) | 0–100 km/h (secondi) | Velocità max (km/h) | Consumo medio (km/L) |
| 900     | dall'esordio al 1981 | Benzina | 895              | 29 kW (40 CV) | 60              | n.d                  | 21,0                 | 135                 | n.d                  |
| 1.1     | dal 1978 al 1981     | Benzina | 1093             | 37 kW (50 CV) | 75              | n.d                  | 19,8                 | 145                 | n.d                  |
| 1.3 GT  | dal 1980 al 1981     | Benzina | 1272             | 44 kW (60 CV) | 93              | n.d                  | 19,0                 | 154                 | n.d                  |